# Pseudhalenchus minutus
Pseudhalenchus minutus är en rundmaskart. Pseudhalenchus minutus ingår i släktet Pseudhalenchus och familjen Tylenchidae. Inga underarter finns listade i Catalogue of Life.